# Грамолаццо
Грамолаццо (итал. Lago di Gramolazzo) — водохранилище в итальянской провинции Лукка, в регионе Тоскана.
Лежит в Апуанских Альпах на высоте около 601 метра над уровнем моря, в муниципалитете Грамолаццо коммуны Минуччано. Образовано в одно время с водохранилищем Вальи, в середине XX века, в результате сооружения дамбы для гидроэлектростанции на реке Серкьо-ди-Грамолаццо компанией SELT-Valdarno (позже вошла в компанию Enel). Объём водоёма составляет около 3,4 миллиона кубометров, а площадь его поверхности — 1 км².